# Плате
Плате (нем. Plate) — община в Германии, в земле Мекленбург-Передняя Померания.
Входит в состав района Пархим. Подчиняется управлению Банцков.  Население составляет 3395 человек (на 31 декабря 2010 года). Занимает площадь 22,05 км².